# Travni Dol
Travni Dol este o localitate din comuna Novo mesto, Slovenia, cu o populație de 13 locuitori.